# SCM Râmnicu Vâlcea
El SCM Râmnicu Vâlcea es un club de balonmano femenino de la localidad rumana de Râmnicu Vâlcea. Disputa la máxima categoría del balonmano rumano.

## Palmarés
- Liga Națională (20):
  - 1989, 1990, 1991, 1993, 1994, 1995, 1996, 1997, 1998, 1999, 2000, 2002, 2007, 2008, 2009, 2010, 2011, 2012, 2013, 2019
- Copa rumana (13):
  - 1984, 1990, 1992, 1993, 1994, 1995, 1996, 1997, 1998, 1999, 2001, 2002, 2007, 2011
- Supercopa rumana (3):
  - 2007, 2011, 2018
- Supercopa de Europa de balonmano femenina (1):
  - 2007
- Copa EHF femenina (2):
  - 1984, 1989
- Supercopa EHF (1):
  - 1984
- EHF Cup Winners' Cup (1)
  - 2007

## Plantilla 2019-20
|  | Porteras - 12 Diana Ciucă - 20 Iulia Dumanska - 43 Marta Batinović Extremos izquierdos - 21 Ann Grete Nørgaard - 22 Cristina Florica Extremos derechos - 17 Marta López - 77 Alexandra Badea Pivotes - 6 Asma Elghaoui - 8 Florentina Craiu - 9 Raluca Băcăoanu | Laterales izquierdos - 2 Samara Vieira - 5 Jelena Trifunović - 10 Andreea Adespii - 23 Iryna Glibko Centrales - 27 Alicia Fernández - 31 Mădălina Zamfirescu - 71 Kristina Liščević Laterales derechos - 99 Mireya González |